# Кайтбей
Кайтбей (араб. قايتباي, повне ім'я — Аль-Ашраф Саїф аль-Дін Кайтбей, Al-Ashraf Sayf al-Din Qa'it Bay, зустрічається також написання імені як Кайтбай, Кайт-бей; бл. 1416/18 — 1496) — 18-й бурджитський мамелюцький султан Єгипту (роки правління — 1468—96). Йому вдалося в цілому консолідувати суспільство, стабілізувати мамлюцьку державу та її економіку.

## Біографія
Кайтбей був черкесом (адигом) за походженням. Народився між 1416 і 1421 роками. Невідомо за яких обставин потрапив у рабство. У 1435 році за 25 динарів його купив работорговець Ходжа Махмуд ібн Рустам, що привіз Кайтбея до Каїра. У 20 років його майстерність у стрільбі з лука та верховій їзді привернула увагу султана Барсбей, що купив його за 50 динарів. Швидко став членом палацової варти. Потім послідовно обіймав посади джамдара (на кшталт кравчого), хасекі (на кшталт чашника). Його звільнив з рабства наступний султан Джакмак і призначив третім давадаром (султанським секретарем).
За правління султанів Інала, Хушкадама та Білбая просувався військовими щаблями, зрештою ставши такаддімат альфом (командиром тисячі мамлюків). За султана Тимур-буги призначається атабегом (очільником мамлюцької армії). Протягом цього періоду Кайтбей накопичив значний особистий статок, який дозволив йому здійснювати значну благодійність.
30 січня 1468 року після повалення Тимур-буги різні групи мамлюків зупинили свій вибір на Кайтбей, який став султаном 31 січня. Кайтбей наполягав на тому, щоб Тимур-бузі було надано почесну відставку, замість примусового вигнання, яке зазвичай накладається на скинутих з престолу правителів. Невдовзі султан лідерів заколоту та створив нову правлячу раду мамлюків, що складалася з його власних послідовників та більш досвідчених придворних, які потрапили за грати або вигнання за його попередників. Яшбака мін Махді було призначено першим давадаром (виконавчим секретарем), а Азбака мін Тутха було названо атабегом. Кайтбей дотримувався політики призначення суперників на посади рівних повноважень, таким чином запобігаючи отриманню будь-яким окремим підлеглим занадто великої влади та зберігаючи здатність вирішувати всі суперечки за допомогою власної влади.
Невдовзі вирішив відновити авторитет держави у східній Анатолій, де колишні васали — беліки Караман і Зулкадир стали орієнтуватися на Ак-Коюнлу. Навесні 1468 року було відправлено військо на чолі із Бердибеєм, наїбом (губернатором) Дамаску, проти зулкадирського бея Шехсувара, але останній у битві біля Антепа здобув перемогу. 1469 року відправив проти бея нове військо на чолі із Яшбаком мін Махді, але той ззанав поразки. Кайтбей відкинув пропозицію Шехсувара укласти мир. навесні 1471 року Яшмабк мін Махбі у битві біля струмка Савон, неподолік Адани, здобув перемогу над зулкадирським військом. 1472 року Шехсувара було схоплено й невдовзі страчено у Каїрі. Новим беєм було поставлено Шахбудака.
Продовжив торгівельну політику попередників щодо розширення посередницької та загальної торгівлі у Аравійському, зокрема відомо про тісні контакти з Адалський султанатом. Ще раніше прибуло посольство від Мухаммада ібн Бадлая. Кайтбей зберігав дипломатичні зв'язки з наступними адалськими султанами.
Після цього відібрав решту посад у провідних груп мамлюків з домів колишніх султанів. Він часто здійснював подорожі, демонстративно залишаючи Цитадель з обмеженою охороною, щоб продемонструвати свою довіру до підлеглих та населення. Султан подорожував протягом усього свого правління, відвідуючи Александрію, Дамаск та Алеппо, серед інших міст, та особисто оглядаючи численні будівельні проекти, які започаткував. У 1472 році він здійснив хадж до Мекки. Він був вражений бідністю мешканців Медіни та присвятив значну частину свого особистого статку полегшенню їхнього становища. Завдяки таким заходам Кайтбай здобув репутацію благочестя, милосердя. При цьому затвердив за мекканським шаріфом Аль-Аділ Мухаммадом владу над хіджазькими племенами.
1473 року надав прихисток Касиму, бею Караманідів, що ззанав поразки від османського султана Мехмеда II. У 1477 році уклав договір з Узун-Хасаном, шахиншахом Ак-Коюнлу, за яким встановлювався кордон між державами по Євфрату. 1480 року відправив військо на чолі із Яшбаком мін Махді, але той у битві біля Урфи зазнав поразки від султана Султан-Якуба. Османський султан Мехмет II скоритався цієї невдачей й того ж року повалив мамлюцького васала Шахбудака, бея Зулкадиру.
1483 року уклав таємний союз з Тургутоглу Махмутом, беєм Караману, спрямований проти Османської імперії. Сами бей спровокував війну між державами у 1485 року, розпочавши наступ на західну частину Караманідського бейліку, де Османи утворили бейлербейство. Спочатку вдалося відвоювати мітсо Караман, але Конья не здалася. Водночас Алауддевле Бозкурт, бей Зулкадиру, атакував Малатью, що наледала Мамлюцькому султанату. 1484 року мамлюки зазнали поразки у битві при Малатьї. 1486 роу мамлюки здобули перемогу у битві біля Адани. За цим соманські війська перейшли у наступ й до 1487 року захопили весь Караманідський бейлік, але амлюцьке війська вдруге здобуло перемогу у битві біля Адани. За цим бойові дії перенеслися до Кілікійської низовини.
1488 року було укладено антиосмнаський союз з арагонським королем Фернандо II, що відправив пшеницю для Єгипту та флот із 50 каравел проти османів. 1491 року укладено мирний договір з султаном Базидом II, що закріпив статус-кво.

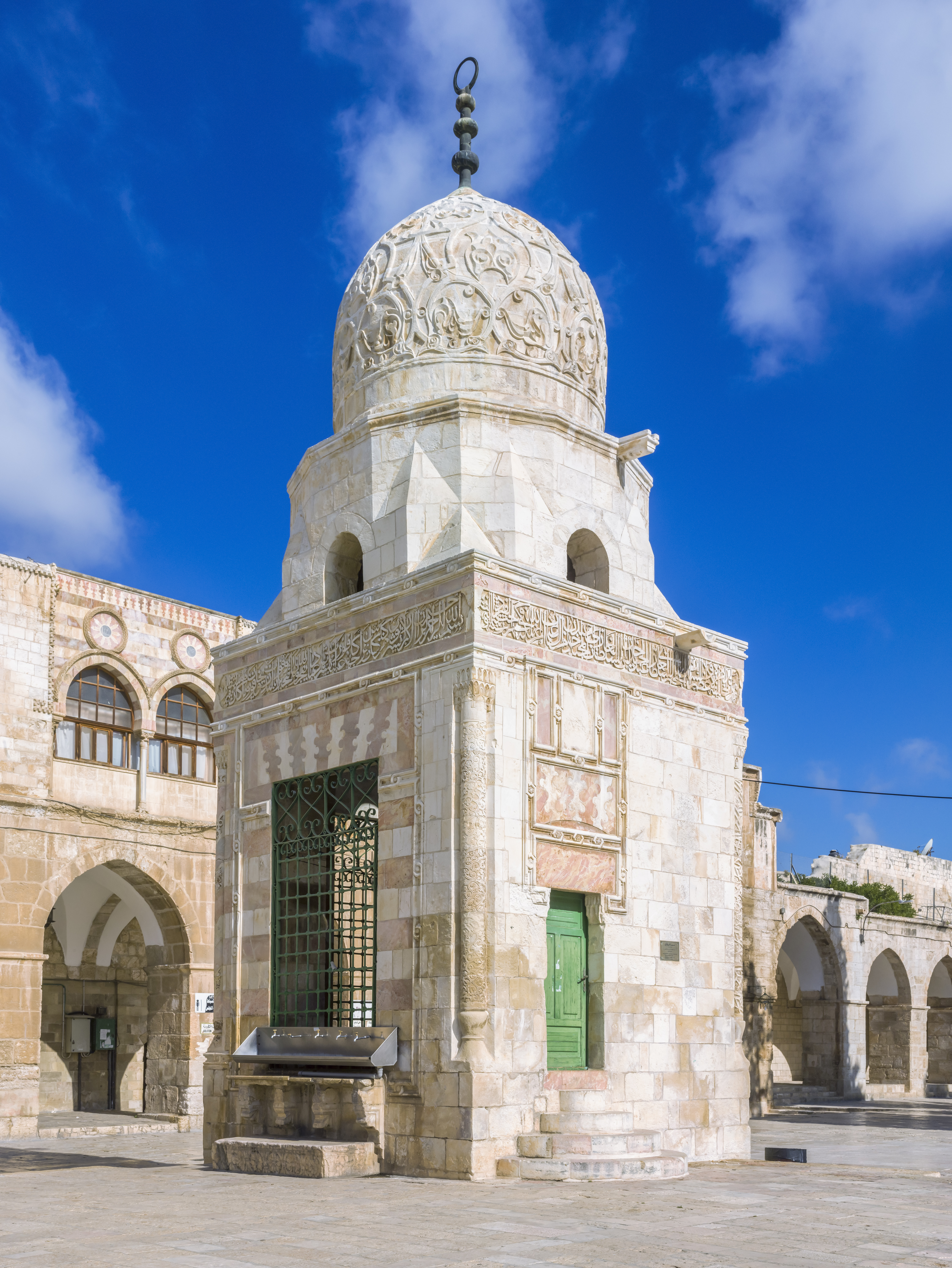
Сабіл Кайтбея на Храмовій горі в Єрусалимі

Також був відомий як патрон мистецтв та архітектури. Щонайменше 230 пам'яток, що збереглися або згадуються в сучасних джерелах, пов'язані з його правлінням. Так, він був покровителем будівель і архітектурних комплексів, насамперед медрече і мечетей у Мецці, Медіні, Єрусалимі, Дамаску, Алеппо, Александрії, Газі, та цілого кварталу в Каїрі. Найвідоміші мечеть Кайтбея, сабіл (фонтан) Кайтбея та медресе аль-Ашрафійя, вікала в Баб аль-Наср, комплекс вікала, сабіл і мектеб поблизу мечеті аль-Азхар, мечеть на острові Рода та палац, який зараз є частиною палацу Байт аль-Раззаз. В Александрії він збудував фортецю-цитадель на місці зруйнованого Фароса. На Аравійському півострові Кайтбей спонсорував реставрацію мечетей та будівництво медресе, фонтанів та гуртожитків у Мецці та Медіні. Після того, як у 1481 році в Мечеті Пророка в Медіні сталася серйозна пожежа, будівля, включаючи гробницю Пророка, була значно відновлена завдяки меценатству Кайтбея. Одним з найбільших будівельних проектів в Каїрі був його поховальний комплекс на Північному кладовищі, який включав мавзолей, мечеть і медресе, макаду (залу для прийомів) та різні допоміжні споруди, пов'язані з ним. Він вважається шедевром пізньої мамлюкської архітектури.
Кінець правління Кайтбея був затьмарений зростанням заворушень серед його військ та погіршенням його особистого здоров'я, включаючи нещасний випадок під час верхової їзди, який призвело до того, що він на кілька днів упав у кому. Багато з його найдовіреніших чиновників померли, а їх замінили набагато менш сумлінні мамлюки, наслідком стало відродження палацових інтриг.
1492 року чума в Єгипті вбила 200 тис. осіб. Здоров'я Кайтбея помітно погіршилося в 1494 році, а його двір, який тепер не мав центральної влади, був спустошений внутрішньою боротьбою, фракційним розбратом. Здоров'я Кайтбая помітно погіршилося в 1494 році, а його двір, який тепер не мав центральної влади, був спустошений внутрішньою боротьбою, фракційним розбратом. Султан помер 8 серпня 1496 року і був похований у власному поховальному комплексі. Його наступником став син Мухаммад II ан-Насір.